# Грабівка (Білостоцький повіт)
Грабівка (пол. Grabówka) — село в Польщі, у гміні Грабівка Білостоцького повіту Підляського воєводства. До 31 грудня 2024 року село належало до гміни Супрасль.
Населення — 3102 особи (2011).
У 1975—1998 роках село належало до Білостоцького воєводства.

## Демографія
Демографічна структура станом на 31 березня 2011 року:
|          | Загалом | Допрацездатний вік | Працездатний вік | Постпрацездатний вік |
| -------- | ------- | ------------------ | ---------------- | -------------------- |
| Чоловіки | 1516    | 335                | 1062             | 119                  |
| Жінки    | 1586    | 346                | 1005             | 235                  |
| Разом    | 3102    | 681                | 2067             | 354                  |